# Morfolin
Morfolin je organska spojina s kemijsko formulo O(CH2CH2)2NH. Gre za heterociklično spojino (prikazana na desni), ki ima izražene lastnosti aminske in etrne funkcionalne skupine. Zaradi aminske skupine je bazičen; njegova konjugirana kislina se imenuje morfolinium. Če se, na primer, morfolin nevtralizira s klorovodikovo kislino, nastane sol morfolinijev klorid.

## Pridobivanje
Morfolin se lahko pridobiva z dehidracijo dietanolamina z žveplovo kislino:

## Uporaba

### Industrija
Morfolin se pogosto uporablja v ppm koncentracijah kot dodatek za uravnavanje pH-ja pri fosilnih gorivih in parnih sistemih v jedrskih elektrarnah. Uporablja se zato, ker je njegova hlapnost podobna kot pri vodi in je njegova koncentracija po dodatku podobna v kapljevinski in parni fazi. V parnih sistemih zagotavlja zaščito pred korozijo. V parnih sistemih se za ta namen običajno uporablja skupaj z nizkimi koncentracijami hidrazina in amonijaka. V odsotnosti kisika morfolin v teh sistemih z visokima temperaturo in tlakom razpada počasi.

### Organske sinteze
Morfolin se udeležuje večine kemijskih reakcij, ki so nasploh značilne tudi za druge sekundarne amine, vendar prisotnost etrnega kisika v molekuli odtegne električno gostoto iz dušika, kar povzroča manjšo nukleofilnost in manjšo bazičnost morfolina v primerjavi z drugimi podobnimi sekundarnimi amini, kot je piperidin. Zato tvori stabilni kloramin (CAS#23328-69-0).
Pogosto se uporablja pri pridobivanju enaminov.
Morfolin je široko uporabljan v organskih sintezah. Je izhodna spojina, na primer, za pridobivanje antibiotične učinkovine linezolida ter citostatika gefitiniba.

### Kmetijstvo

#### Površinska obloga sadja
Pri voskanju sadja se morfolin uporablja kot emulgator. V naravi sadje proizvaja voščeno oblogo za zaščito pred žuželkami in glivicami, vendar se lahko ta obloga med pranjem sadja odstrani. Za nadomeščanje naravne obloge se zato nanaša majhna količina novega voska. Morfolin se dodaja za emulgiranje in boljšo topnost šelaka, ki se uporablja kot vosek za oblaganje sadja.

#### Sestavina fungicidov
Kot fungicidi za žita se v kmetijstvu uporabljajo morfolinski derivati, poznani tudi kot zaviralci biosinteze ergosterola:
- amorolfin
- fenpropimorf
- tridemorf